# Doblón

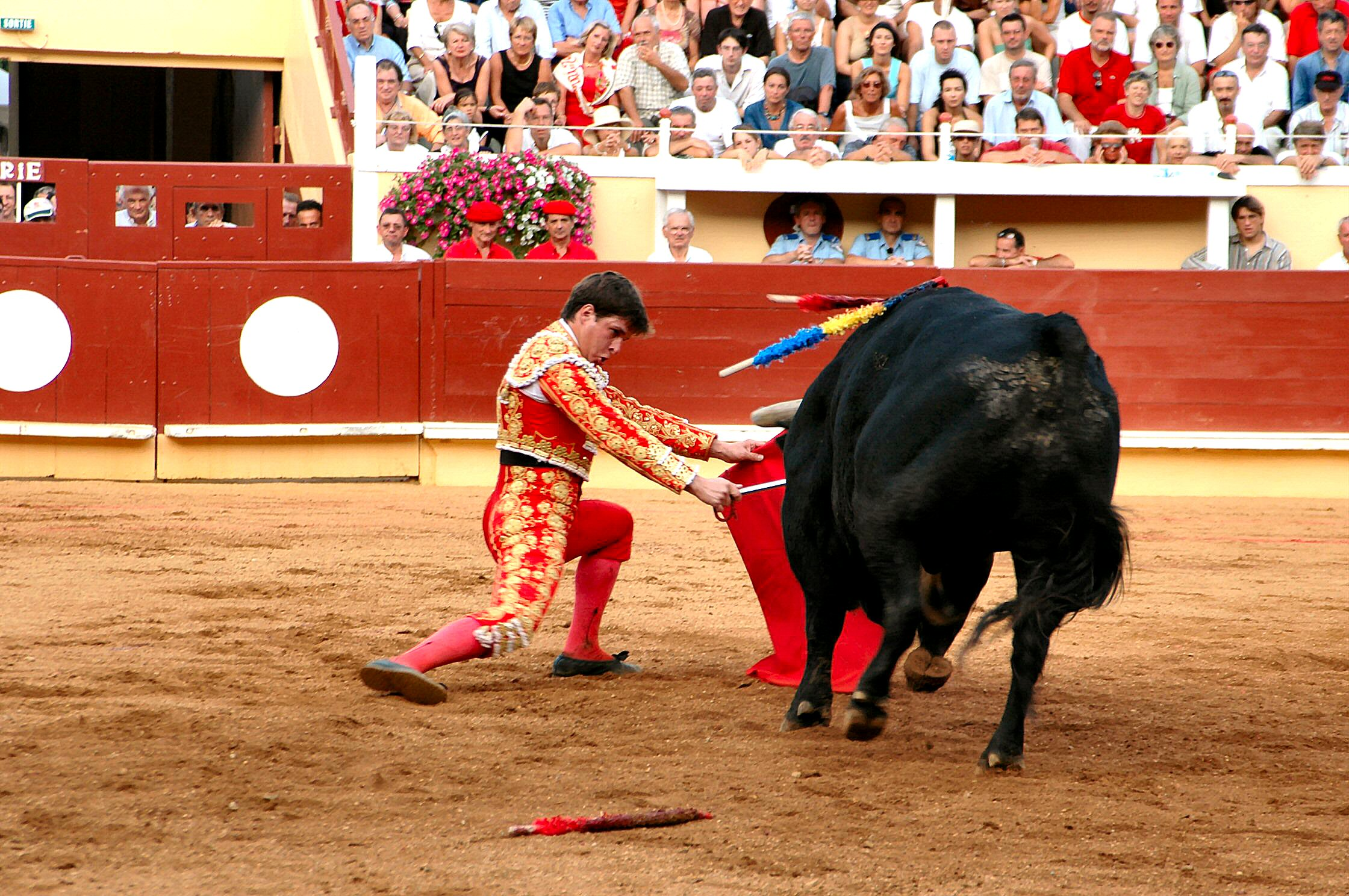
El Juli, doblón de aliño en fin de faena

Dans le monde de la tauromachie, le doblón est une passe basse de muleta effectuée de la main droite (derechazo) ou de la main gauche (naturelle) selon que le matador se trouve en début ou en fin de faena. 

## Utilité
Le mot doblón vient de l'espagnol doblar, c'est-à-dire « plier », car le matador l'effectue toujours avec un genou plié, que la passe soit de la main droite ou de la gauche. En début de faena, elle s'effectue de la main droite ; elle a pour but de fixer la bête et la retenir si elle est fuyarde, ou de calmer son attaque si elle est trop brutale. En milieu de faena, elle  permet de calmer un taureau perturbé. En fin de faena, elle devient passe de aliño (de réglage) pour préparer l'estocade.

## Description
Cette passe est donnée en mouvements circulaires pour que le taureau baisse bien la tête en tout début de faena. Si elle est donnée avec « temple », elle est très esthétique. Le matador, ployant le genou, tient la muleta très basse et étire l'étoffe au maximum en exécutant des mouvements en rond, faisant tourner le taureau autour de lui. (Il ne faut pas confondre cette manœuvre avec la passe redondo ou en redondo
Pour accompagner le taureau assez longtemps, le matador doit se fendre, ce qui donne beaucoup d'élégance à son geste. Elle est très appréciée du public, surtout en début de faena.